# 브루하스카요사우루스
브루하스카요사우루스(Bruhathkayosaurus)는 티타노사우루스과의 공룡으로 인도에서 살았던 용각류 공룡으로 추정되던 생물 화석에게 붙여진 학명이다. 하지만 그 화석은 진위여부가 불분명해 식물 화석을 오인한 것이 아니냐는 의견이 생겼고, 무엇보다 2017년에 나온 논문에 의하면 모식 표본이 풍화작용으로 인해 사라졌다고 한다. 사실 화석이 처음 보존될 때부터 상태가 좋지 않아서 이미 처음부터 훼손되었던 것인데, 그 이유가 지층에 비가 많이 오는데다가 그 지층 자체가 약해서 화석이 물로 인해 포화상태가 되어서 굉장히 잘 깨지게 된 것이다. 때문에 이미 발견 당시부터 사실상 풍화되기 직전의 상태였다.지금은 하버드 대학 연구팀에서 새로 발견한 골격을 바탕으로 추정한 크기는 최대 42.6m,170t에 달한다.
1. ↑  Galton, Peter M.; Ayyasami, Krishnan (2017년 7월 1일). “Purported latest bone of a plated dinosaur (Ornithischia: Stegosauria), a "dermal plate" from the Maastrichtian (Upper Cretaceous) of southern India”. 《Neues Jahrbuch für Geologie und Paläontologie - Abhandlungen》 (영어) 285 (1): 91–96. doi:10.1127/njgpa/2017/0671. ISSN 0077-7749.